# بتهون (کلرادو)
بتهون (به انگلیسی: Bethune) شهری در ایالت کلرادو کشور ایالات متحده آمریکا است که جمعیت آن در سرشماری سال ۲۰۱۰ میلادی، ۲۳۷ نفر بوده‌است.